# هرولدیسهاوزن
هرولدیسهاوزن (به آلمانی: Heroldishausen) یک شهر در آلمان است که در اونستروت-هاینیش واقع شده‌است. هرولدیسهاوزن ۲۰۷ نفر جمعیت و 320 کیلومتر مربع مساحت دارد.